# 美國太平洋公司
美國太平洋公司（英語：Pacific Corporation，原稱Airdale Corporation）是一家中央情報局用以掌控幾家從事飛行作業的掩護公司的控股公司。
美軍退役飛行員George A. Doole Jr. 1950年在德拉瓦州創辦了太平洋公司。他通過運用數家空殼公司持續洗牌飛機及改變飛機註冊編號來隱瞞中情局的介入，這或許是中情局仍在使用的一項策略（N44982）並使用以Sigler Corporation的名義的三個公司高管／股東，Manufacturers Hanover Trust Co.托管人的名義持有人。該公司在出售所有資產後於1979年結束營業。
太平洋公司的附屬企業有：
- Actus Technology
- 美航公司（英语：Air America (airline)），前身民航空運公司，已結業
- 亞洲航空股份有限公司，航空器修護業
- 山際航空（英语：Intermountain Airlines），後成為長青國際航空
- Seaboard World Services
- 南方航空運輸（英语：Southern Air Transport），私有化為南方航空（英语：Southern Air）
- Thai Pacific Services